# Centrorhynchus amphibius
Centrorhynchus amphibius är en hakmaskart som beskrevs av Das 1950. Centrorhynchus amphibius ingår i släktet Centrorhynchus och familjen Centrorhynchidae. Inga underarter finns listade i Catalogue of Life.